# Capital Region International Airport

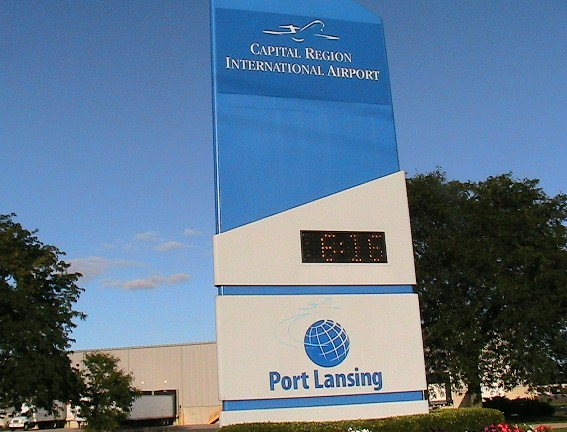
Teken van LAN

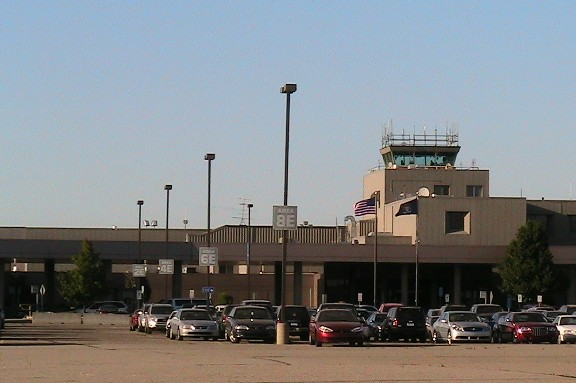
Terminal op LAN

Capital Region International Airport is het internationale vliegveld horende bij de stad Lansing, Michigan, maar gelegen in het DeWitt Township. Het vliegveld heeft ca. 110 vliegbewegingen per dag. De luchthaven is een focus city van Sun Country Airlines.

## Trafiek
In 2012 verwerkte de luchthaven 389.600 passagiers. In 1997 verwerkte de luchthaven 720.365 passagiers.
Evolutie van het aantal passagiers en lading op de luchthaven:
| Jaar | Aantal passagiers | Aantal lading (kg) |
| ---- | ----------------- | ------------------ |
| 2000 | 656.703           | 29.412.869         |
| 2001 | 523.152           | 23.930.020         |
| 2002 | 514.299           | 22.678.620         |
| 2003 | 534.280           | 22.728.122         |
| 2004 | 650.915           | 23.946.028         |
| 2005 | 609.901           | 24.648.237         |
| 2006 | 557.417           | 27.241.476         |
| 2007 | 497.824           | 29.671.759         |
| 2008 | 429.639           | 24.195.442         |
| 2009 | 265.967           | 19.071.549         |
| 2010 | 257.350           | 18.607.289         |
| 2011 | 358.307           | 18.814.983         |
| 2012 | 389.600           | 20.195.269         |